# Geißriegel (Bayerischer Wald)
Der Geißriegel ist ein 1043 m ü. NHN hoher Berg im vorderen Bayerischen Wald südwestlich der niederbayerischen Kreisstadt Regen und nordöstlich der Kreisstadt Deggendorf. Er liegt im Gemeindegebiet Graflings im Landkreis Deggendorf. Das ganze Gebiet um den Geißriegel ist bewaldet und bietet dadurch keinerlei Aussicht. Ein Gipfelkreuz befindet sich nicht auf dem Geißriegel, lediglich an einer Buche ist ein kleines etwas unscheinbares Kruzifix befestigt, daneben eine kleine Tafel mit dem Namen und einer Höhenangabe.

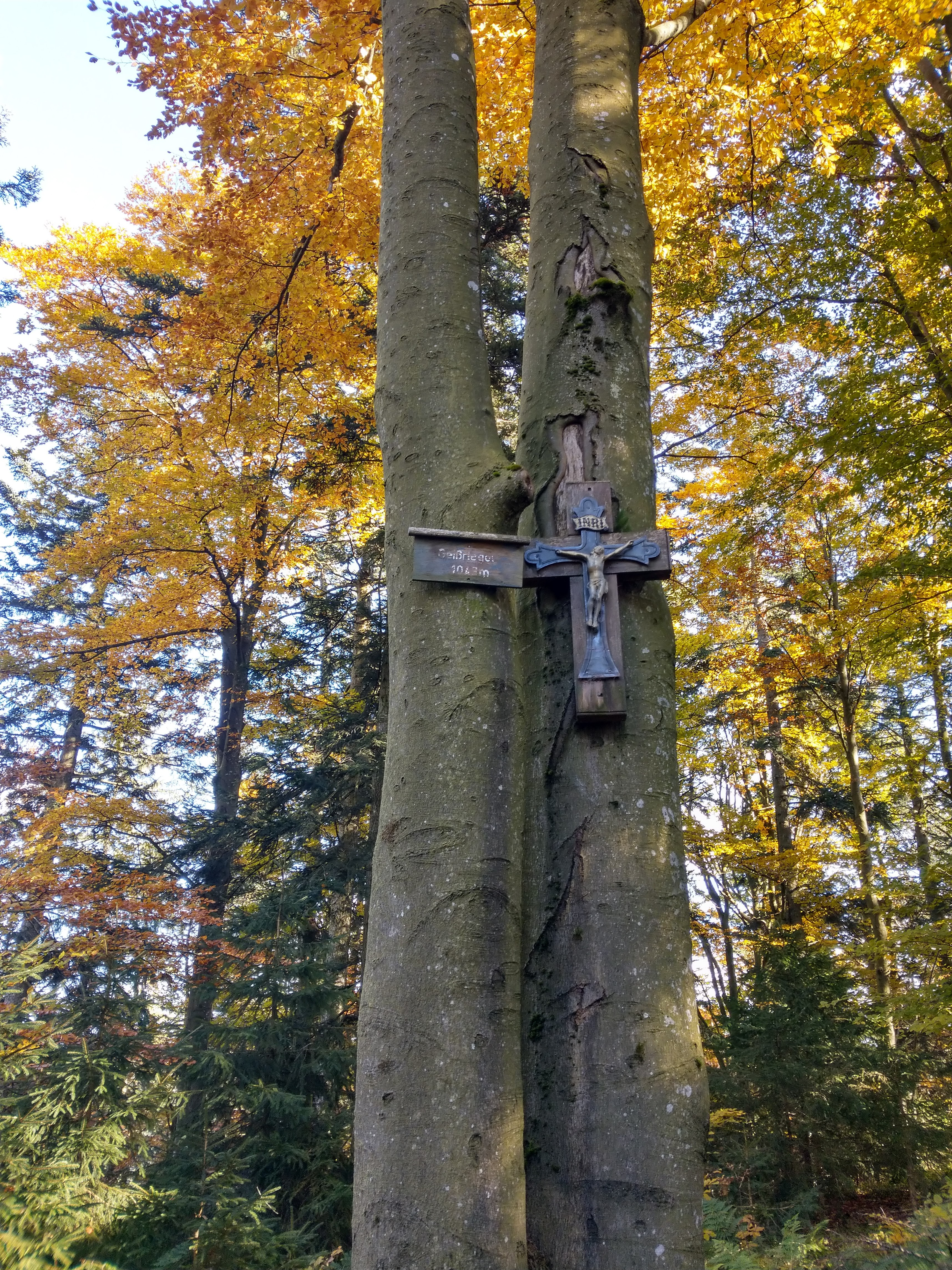
Kruzifix und Tafel mit dem Namen und Höhenangabe

Einige der benachbarten Berge sind: Breitenauriegel, Geißkopf, Dreitannenriegel, Steinberg (999 m), Hochoberndorfer Berg (806,7 m) und Ulrichsberg (636 m).